# Imitació de la vida
 Imitació de la vida  (original: Imitation of Life) és una pel·lícula estatunidenca dirigida per Douglas Sirk, estrenada el 1959 i doblada al català.
És el remake d’Imitation of Life dirigida per John M. Stahl, estrenada el 1934.

## Argument[2]
A Nova York, Lora Meredith, jove vídua i mare d'una noieta, Susie, vol llançar-se a la carrera d'actriu però no té gaires diners. Coneix Annie Johnson, una dona negra, també sola en la vida amb la seva filla Sarah Jane. Les dues dones fan amistat i Lora acull les Johnson a casa seva. Annie té cura de la casa mentre Lora busca feina. Freqüenta un jove fotògraf, Steve Archer, fins que la sort li somriu en la persona d'Allen Loomis, que accepta ser el seu representant. Ell la presenta a un escriptor, David Edwards, que, seduït, la propulsarà a l'escena. Lora decideix llavors sacrificar la seva vida personal per l'èxit de la seva carrera i rebutja la petició de matrimoni de Steve Archer.
Els anys passen, Lora és ara una estrella consumada i viu la seva existència a través dels seus personatges. Susie i Sarah Jane han crescut juntes, educades per la fidel Annie per qui Susie, negligida per la seva mare, té un gran afecte. En canvi Sarah Jane, per natura desconfiada i violenta, sempre ha refusat els seus orígens negres, i, aprofitant que és de pigmentació clara, es fa passar per blanca al col·legi i davant del seu amic, però aquest s'adona de la mentida. Aleshores ella, desenganyada, es torna agressiva envers Susie i la seva mare. Provoca fins i tot Lora i els seus convidats, interpretant les minyones negres duent una plata sobre el cap. Lora vol posar una mica de distància amb el seu ofici, torna amb Steve Archer i pensa a casar-s'hi. Tanmateix, quan li proposen un gran paper, Lora no pot negar-s'hi i marxa a Itàlia a rodar. Mentre és fora Susie freqüenta Steve, a qui Lora ha demanat que se n'ocupi durant la seva absència, i se n’enamora.
Les relacions de Sarah Jane i Lora es degraden, i la primera, que rebutja l'amor de la seva mare, fuig i fa de ganxo en un night-club. Lora troba el seu rastre a Califòrnia i Annie, malalta, fa el viatge per tornar-la a veure una última vegada, prometent-li no molestar-la més. Quan Lora decideix casar-se amb Steve, la seva filla opta per posar distància anant-se'n a estudiar a Colorado.
La mort d'Annie reconcilia les altres tres dones.

## Comentari
Aquest film analitza el context sociopolític d'una època, en aquest cas els anys 50 americans marcats pel racisme omnipresent, alhora que també la tímida però real aspiració de les dones de més llibertat, tant professional com sexual. Posa l'accent en la presa de consciència de l'altre amb el color de pell diferent.

## Repartiment
- Lana Turner: Lora Meredith
- John Gavin: Steve Archer
- Sandra Dee: Susie Meredith
- Juanita Moore: Annie Johnson
- Susan Kohner: Sarah Jane Johnson
- Dan O'Herlihy: David Edwards
- Terry Burnham: Susie, de nena
- Karen Dicker: Sarah Jane, de nena
- Robert Alda: Allen Loomis
- Troy Donahue: Frankie
- Joel Fluellen: El pastor

## Galeria

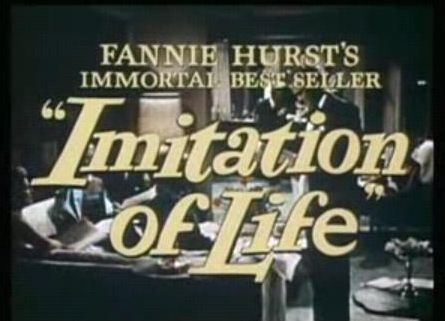
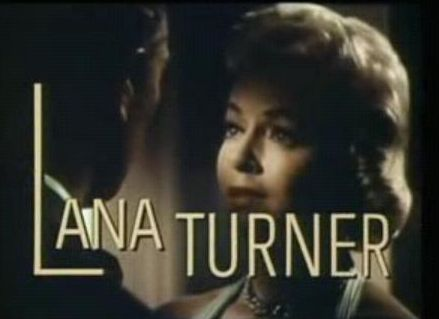
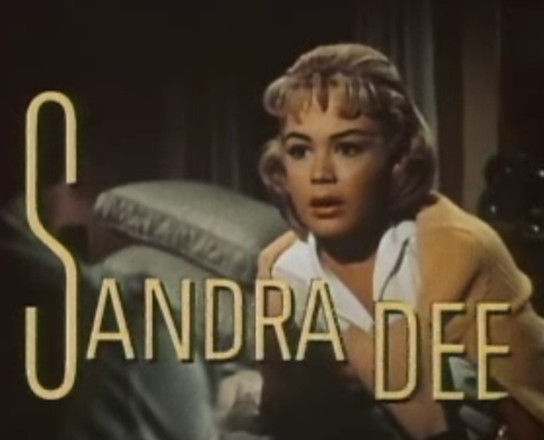
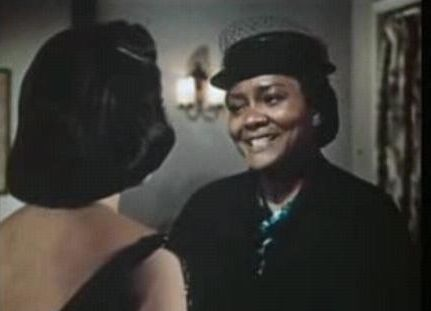
Juanita Moore
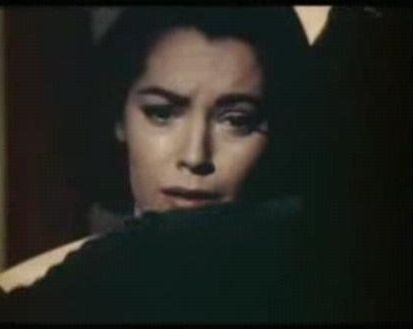
Susan Kohner
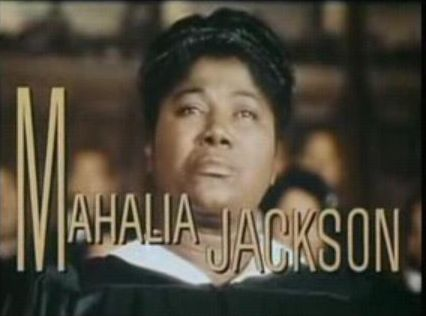
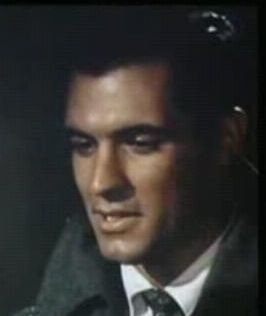
John Gavin

## Al voltant de la pel·lícula

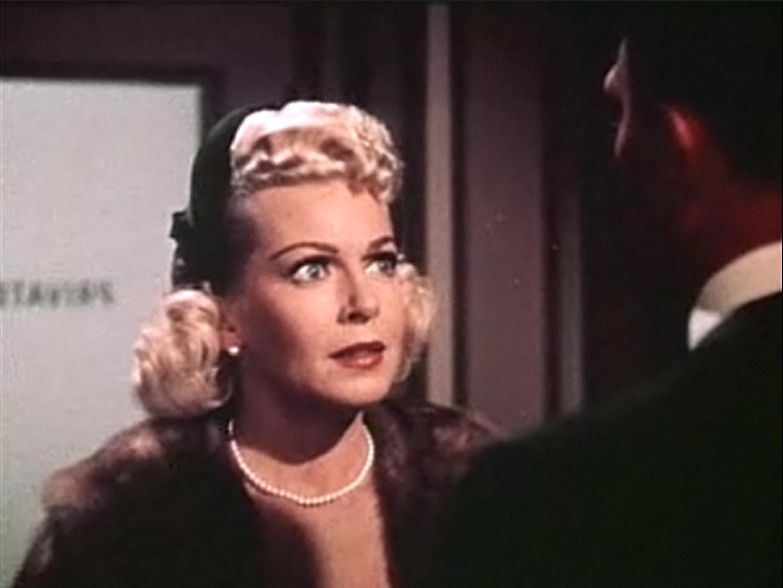
Fotograma de la pel·lícula

Imitació de la vida  és a la vegada l’adéu de Douglas Sirk en el cinema americà i el cant del cigne del vell sistema hollywoodienc. A finals dels anys cinquanta, el melodrama, gènere típicament hollywoodienc representat per de les obres com A Star is Born,  La comtessa descalça,  Magnificent Obsession, Love Is a Many-Splendored Thing, Escrit en el vent, Com un torrent, amb Imitació de la vida brilla amb les seves últimes llums. Melodrama sublim, la pel·lícula representa un cim que anuncia el declivi del gènere.
 Amb Imitació de la vida , considerat com el seu testament cinematogràfic, Douglas Sirk realitza el seu darrer film estatunidencm La malaltia i el seu desig de no repetir-se van allunyar-lo dels estudis hollywoodiencs «Un nou Hollywood era en gestació », va dir Sirk, «un Hollywood a punt d’engendrar obres com Easy Rider  - en tot cas una altra generació de pel·lícules, d'estil molt diferent. Però no em sentia prou jove per esperar aquesta era nova, i no trobava sentit a continuar fent pel·lícules exactament com abans, ja que tenia llavors altres preocupacions i altres centres d'interès... »
Així Douglas Sirk refusarà diverses pel·lícules, entre les quals una enèsima versió de Madame X que serà rodada per David Lowell Rich amb Lana Turner. Després torna a Alemanya per tornar a ser escenògraf de teatre.
L'enorme èxit d’Imitació de la vida , va posar a flot els estudis Universal Pictures llavors en greus dificultats financeres. És la novena al box-office americà de l'any 1959 amb prop de 6,4 milions de dòlars de beneficis als Estats Units i 25 milions de dòlars a tot el món. Lana Turner va treballar sense salari però amb un interès del 50% sobre els beneficis del film.
Imitació de la vida  és el remake d’un film de John M. Stahl Imitation of life (1934), amb Claudette Colbert en el paper de Lana Turner.

## Premis i nominacions

### Premis
- 1960. Globus d'Or a la millor actriu secundària per Susan Kohner

### Nominacions
- 1960. Oscar a la millor actriu secundària per Juanita Moore
- 1960. Oscar a la millor actriu secundària per Susan Kohner
- 1960. Globus d'Or a la millor actriu secundària per Juanita Moore